# ACKO
ACKO（あっこ、7月3日 - ）は、日本の音楽家で、自身が参加するバンドで活動するほか、作詞家・作曲家・編曲家・音楽プロデューサーである。夫は永井ルイ。

## 人物
- 小学生からでピアノ、ドラムを習い始め、15歳からはギター、ベースを弾き始める。20歳ごろから作品発表、プロとしての活動を始める。
- 自身が参加する「AMPM」「外人部隊」「GRAPPLE」「Φ」といったバンド活動の他「ONE PIECE」「ちょびっツ」「ケロロ軍曹」「トップをねらえ2!」「ハムスター倶楽部」等アニメの主題歌や劇伴も手がけている。
- ビートルズ、クイーン、ジェリーフィッシュ、キッスなどを好んで聞く。

## ディスコグラフィー

### ソロ活動作品
- 「星屑涙」シングル（2003）
- 「PINO」アルバム（2003）
- 「toYou」シングル（2010）
- 「愛僕らの夢と希望」シングル（2022）
- 「オリオンの空」シングル（2022）
- 「DREAMSHIP」シングル（2022）

### バンド活動作品
- 「AMPM」（2011）
- 「外人部隊」（2007）
- 「GRAPPLE」（2011）
- 「Φ」（2011）

### プロデュース
- C-DANCE!

### 提供作品

#### 作詞
- イヤホンズ「Magic of love」[1]
- i☆Ris
  - 「§Rainbow」（アニメ「プリティーリズム・レインボーライブ」エンディングテーマ）
  - 「幻想曲WONDERLAND」（情報番組「ランク王国エンディングテーマ）
  - 「徒太陽」（アニメ「最強銀河 究極ゼロ 〜バトルスピリッツ〜」エンディングテーマ）
- 田中理恵「Raison d'être」（アニメ「ちょびっツ」エンディングテーマ）※コーラスも担当

#### 作曲
- イクタ☆アイコ「DREAMSHIP」(アニメ「ONE PIECE」エンディングテーマ）

### アニメ関連
- ハムスター倶楽部『ハムスター倶楽部 SONG COLLECTION』BGM全曲作詞、作曲、編曲…他に劇伴も作曲
- ケロロ軍曹「Ding Dong 〜戦場のCAKE〜」（『ケロロのクリスマスアルバム』収録曲）作詞、コーラス
- トップをねらえ2!「星屑涙」（『トップをねらえ 2! ORIGINAL SOUNDTRACK』収録曲）作詞、ボーカル、コーラス